# Tarasenkî, Lîpova Dolîna
Tarasenkî (în ucraineană Тарасенки) este un sat în comuna Kapustînți din raionul Lîpova Dolîna, regiunea Sumî, Ucraina.

## Demografie
Componența lingvistică a localității Tarasenkî
     Ucraineană (100%)
Conform recensământului din 2001, toată populația localității Tarasenkî era vorbitoare de ucraineană (100%).